# Krka (entreprise)
Krka, d. d., Novo mesto est un laboratoire pharmaceutique européen spécialisé dans les  médicaments génériques. Son siège social est  situé à Novo Mesto, en Slovénie. En 2012, le chiffre d’affaires total du groupe Krka s’est élevé  à 1 143,3 millions d’euros. Celui-ci a connu une progression moyenne de 12,8 % au cours des cinq dernières années.
Fortement présent à l’international (90 % de ses ventes), le laboratoire KRKA possède plus de 40 filiales et bureaux de représentation et distribue ses produits dans plus de 70 pays. Il compte près de 10 000 collaborateurs.
L’entreprise possède en outre ses propres centres de production et de distribution en Russie, en Pologne, en Croatie et en Allemagne.

## Activités et produits
Présent sur  le secteur pharmaceutique et de la chimie, le médicament générique est au cœur du métier de Krka. Les médicaments de prescription constituent  sa principale activité et représentent 82 % de son chiffre d’affaires. 
Ils sont suivis en volume des ventes par les médicaments sans ordonnance (11 %) et les produits pour la santé animale (4 %). Les activités de l’entreprise comportent également  des stations de cure et des services touristiques appartenant au groupe Terme Krka, dont le volume des ventes représente 3 % du chiffre d’affaires.

### Médicaments de prescription
Les activités pharmaceutiques de Krka couvrent différents domaines thérapeutiques liés aux maladies cardiovasculaires, aux maladies des voies digestives et des troubles métaboliques, ainsi que les maladies du système nerveux central. Viennent ensuite les médicaments pour le traitement systémique des infections, les médicaments pour le traitement des maladies du sang et des organes formateurs du sang, les médicaments pour les maladies des voies urinaires, ainsi que les médicaments pour les maladies du système respiratoire.
Krka détient une expertise dans de nombreuses classes thérapeutiques :
- Cardiovasculaire (anti-hypertenseurs, anticholestérolémiants et antiagrégants plaquettaires…)
- Métabolisme (Inhibiteurs de la Pompe à Protons, antidiabétiques, alpha-bloquants…)
- Système Nerveux (Antidépresseurs, neuroleptiques, analgésiques, antiparkinsoniens et antialzheimer…)
- Anti-infectieux (antibiotiques…)
- Système respiratoire (allergie, asthme…)

### Produits pharmaceutiques sans ordonnance
Les produits pharmaceutiques sans ordonnance Krka sont destinés à la prévention de maladies et au traitement de maladies sans gravité ne nécessitant pas de contrôle médical. Ils comprennent des produits ayant un effet sur la cavité buccale et le pharynx (Septolete), des produits à base de vitamines et minéraux (Pikovit et Duovit), des médicaments contre la toux et le rhume (sirops Herbion), un médicament pour améliorer la mémoire et la concentration (Bilobil) ainsi qu’un analgésique (Nalgesin S).

### Produits pour la santé animale
Les produits pour la santé animale Krka comprennent des anti-infectieux, des antiparasitaires et des insecticides généraux, des produits pour les voies digestives et le métabolisme, ainsi que des antiseptiques et des désinfectants.

### Stations de cure et services touristiques
Krka complète ses activités par des stations de cure et des services touristiques proposés par sa filiale, le groupe Terme Krka. Il rassemble les unités opérationnelles des centres de santé et des hôtels Terme Dolenjske Toplice, Terme Šmarješke Toplice, le centre côtier Talaso Strunjan, Hoteli Otočec, qui propose le seul hôtel aménagé dans un château en Slovénie, ainsi que l’Hôtel Krka destiné à une clientèle d’affaires. L’activité de base de Terme Krka est la rééducation fonctionnelle après des maladies cardiovasculaires et du système respiratoire et des troubles de la mobilité.

## Marchés et réseau d’affaires
Krka est une entreprise internationale commercialisant 92 % de ses produits dans plus de 70 pays à travers le monde. Ses filiales et ses bureaux de représentation sont par ailleurs positionnés sur les marchés les plus importants. Ses usines  de production sont également présentes  en Russie, en Pologne, en Croatie et en Allemagne.
Krka réalise ses meilleures ventes dans la région Europe de l’Est ; elle représente 31 % de son chiffre d’affaires total. On trouve ensuite la région Europe centrale, qui représente 25 % du chiffre d’affaires total, ainsi que la région Europe de l’Ouest et les marchés d’outremer, avec un chiffre d’affaires total de 25 %. Par ailleurs, Krka vend ses produits en Afrique, dans la péninsule arabique et en Extrême-Orient. Krka réalise 3 % de son chiffre d’affaires total dans la région Europe du Sud-Est. Krka est le premier fabricant de produits pharmaceutiques de Slovénie, où elle vend 8 % de ses produits et services.
Les marchés de Krka s’étendent de Lisbonne à Vladivostok. Krka possède 25 filiales et 20 bureaux de représentation à l’étranger qui emploient plus de 49,7 % de l’ensemble de ses salariés.

## Recherche et développement
En 2012, Krka a obtenu les premières autorisations de mise sur le marché pour 14 nouveaux produits sous 25 formes pharmaceutiques et dosages : 8 nouveaux produits pharmaceutiques sur ordonnance, 1 nouveau produit sans ordonnance et 5 nouveaux produits pour la santé animale. Krka a également obtenu 612 nouvelles autorisations de mise sur le marché pour différents produits dans plusieurs pays.

## Histoire
Le laboratoire pharmaceutique Krka créé en 1954  démarre deux ans plus tard ses activités de production. Krka enregistre ses premiers produits pharmaceutiques sur le marché intérieur et accède aux  marchés extérieurs dans les années 1960. Au cours de cette période, Krka complète son offre par des produits sous licence, obtenant son premier enregistrement FDA pour la production d’antibiotiques.
Au début des années 1980, Krka s’oriente vers la mise au point de ses propres produits génériques à valeur ajoutée. Il commence à développer son réseau de commercialisation et a renforce sa position sur les marchés européens.
En plaçant ses actions sur la Bourse de Ljubljana en 1997, Krka fait évoluer sa structure juridique sous la forme d’une société anonyme. Les actions Krka peuvent s’acheter ou se vendre à la Bourse de Ljubljana et à la Bourse de Varsovie. En 2007, Krka acquiert sa première entreprise à l’étranger, TAD Pharma. 
Déjà producteur pour le marché français, KRKA accentue sa stratégie de développement en commercialisant depuis septembre 2012 ses produits en son nom propre. La cardiologie, le système nerveux central, la gastroentérologie et le métabolisme constituent les classes thérapeutiques majeures dans lesquelles KRKA France développe ses produits. Avec ses produits de qualités et son savoir faire importé de Slovénie KRKA monte en puissance sur le marché Français, un futur leader.